# Округ Турчјанске Тјеплице
Округ Турчјанске Тјеплице (слч. Okres Turčianske Teplice) округ је у Жилинском крају, у Словачкој Републици. Административно средиште округа је град Турчјанске Тјеплице.

## Географија
Налази се у југозападном дијелу Жилинског краја.
Граничи:
- на сјеверу је Округ Мартин,
- источно и јужно Банскобистрички крај,
- западно Тренчински крај.

Клима је умјерено континентална.

## Становништво
| Година:    | 1994.  | 2004.   | 2014.   | 2024.   |
| ---------- | ------ | ------- | ------- | ------- |
| Број људи: | 16 951 | 16 710  | 16 204  | 15 646  |
| Разлика:   |        | -1,42 % | -3,02 % | -3,44 % |

| Година:    | 2023.  | 2024.   |
| ---------- | ------ | ------- |
| Број људи: | 15 753 | 15 646  |
| Разлика:   |        | -0,67 % |

Према подацима о броју становника из 2011. године округ је имао 16.369 становника. Словаци чине 93,20% становништва.
| Етнички састав (2011)‍ | Етнички састав (2011)‍ | Етнички састав (2011)‍ | Етнички састав (2011)‍ | Етнички састав (2011)‍ |
| --------------------- | --------------------- | --------------------- | --------------------- | --------------------- |
|                       |                       |                       |                       |                       |
| Словаци               | Словаци               |                       | 0                     | 93,20%                |
| Немци                 | Немци                 |                       | 0                     | 0,87%                 |
| остали, непознато     | остали, непознато     |                       | 0                     | 5,93%                 |

## Насеља
У округу се налази један град и 25 насељених мјеста.